# Typhlops reticulatus
Typhlops reticulatus este o specie de șerpi din genul Typhlops, familia Typhlopidae, descrisă de Linnaeus 1758. A fost clasificată de IUCN ca specie cu risc scăzut. Conform Catalogue of Life specia Typhlops reticulatus nu are subspecii cunoscute.